# گاوریلوفسکی (باشقیرستان)
گاوریلوفسکی (انگلیسی: Gavrilovsky, Republic of Bashkortostan) یک شهرک در شهرستان کوگارچینسکی جمهوری باشقیرستان در کشور روسیه است.